# Alan Mouchawar
Alan Edward Mouchawar (* 3. August 1960 in Los Angeles, Kalifornien) ist ein ehemaliger Wasserballspieler aus den Vereinigten Staaten. Er gewann eine olympische Silbermedaille sowie einmal Gold bei Panamerikanischen Spielen.

## Karriere
Alan Mouchawar spielte Wasserball an der Long Beach Poly High SChool und an der Stanford University. 1978, 1981 und 1982 gewann er mit dem Sportteam der Stanford University den Meistertitel der National Collegiate Athletic Association. Nach seiner Graduierung war er beim Stanford Water Polo Club. Zwei Brüder von Alan Mouchawar spielten ebenfalls Wasserball in der College-Mannschaft der Stanford University.
Von 1981 bis 1988 spielte der 1,85 Meter große Mouchawar in der Nationalmannschaft der Vereinigten Staaten. Bei der Weltmeisterschaft 1986 in Madrid belegte die Mannschaft den vierten Platz hinter den Teams aus Jugoslawien, Italien und der Sowjetunion. Das Spiel um die Bronzemedaille verloren die Amerikaner nach der zweiten Verlängerung mit 6:8 gegen die sowjetische Mannschaft. Mouchawar erzielte in diesem Spiel einen der sechs Treffer. Im Jahr darauf siegte das US-Team bei den Panamerikanischen Spielen in Indianapolis vor Kuba und Brasilien. Bei den Olympischen Spielen 1988 in Seoul erreichte die Mannschaft aus den Vereinigten Staaten trotz eines 7:6-Sieges über Jugoslawien in der Auftaktpartie der Vorrunde das Halbfinale nur als Gruppenzweite hinter den Jugoslawen. Nach einem 8:7 im Halbfinale gegen die Mannschaft aus der Sowjetunion verloren die Amerikaner das Finale mit 7:9 gegen die Jugoslawen. Mouchawar warf im Turnier vier Tore, davon eines beim 7:6 gegen Jugoslawien in der Vorrunde.
Nach seiner Graduierung besuchte Mouchawar die University of California, San Diego. Seine Ausbildung zum Anästhesisten erfolgte an der University of California, San Francisco. Er arbeitete danach als Facharzt in Newport Beach.